# Taipei OEC Open 2017
Il Taipei OEC Open 2017 è stato un torneo professionistico di tennis femminile giocato sul sintetico indoor. È stata la 10ª edizione del torneo, che fa parte del WTA Challenger Tour 2017. Si è giocato alla Taipei Arena di Taipei in Taiwan dal 13 al 19 novembre 2017.

## Partecipanti

### Teste di serie
| Nazionalità | Giocatrice       | Ranking* | Testa di serie |
| ----------- | ---------------- | -------- | -------------- |
| Bielorussia | Aryna Sabalenka  | 78       | 1              |
| Russia      | Evgeniya Rodina  | 83       | 2              |
| Cina        | Duan Yingying    | 95       | 3              |
| Cina        | Zhu Lin          | 104      | 4              |
| Belgio      | Yanina Wickmayer | 112      | 5              |
| Giappone    | Risa Ozaki       | 114      | 6              |
| Romania     | Ana Bogdan       | 115      | 7              |
| Australia   | Arina Rodionova  | 117      | 8              |

* Ranking al 6 novembre 2017.

### Altre partecipanti
Le seguenti giocatrici hanno ricevuto una wild card per il tabellone principale:
- Belinda Bencic
- Hsu Ching-wen
- Lee Ya-hsuan
- Zhang Ling

Le seguenti giocatrici sono passate dalle qualificazioni:
- Vitalia Diatchenko
- Priscilla Hon
- Dalila Jakupovič
- Veronika Kudermetova

## Campionesse

### Singolare
Belinda Bencic ha sconfitto in finale  Arantxa Rus col punteggio di 7–6(3), 6–1.

### Doppio
Veronika Kudermetova /  Aryna Sabalenka hanno sconfitto in finale  Monique Adamczak /  Naomi Broady col punteggio di 2–6, 7–6(5), [10-6].